# Рибница (Смолянская область)
Рибница (болг. Рибница) — село в Болгарии. Находится в Смолянской области, входит в общину Рудозем. Население составляет 326 человек.

## Политическая ситуация
В местном кметстве Рибница, в состав которого входит Рибница, должность кмета (старосты) исполняет Венцислав Венциславов Пехливанов (Движение за права и свободы (ДПС)) по результатам выборов правления кметства в 2007 году.
Кмет (мэр) общины Рудозем — Николай Иванов Бояджиев (коалиция партий: Граждане за европейское развитие Болгарии (ГЕРБ), Земледельческий народный союз (ЗНС)) по результатам выборов 2007 года в правление общины.